# 雙竹堂牌坊
雙竹堂牌坊位於四川省巴中市平昌縣，文物遺址年代判定為清。2012年7月16日公佈為第八批四川省文物保護單位。
雙竹堂牌坊位於四川省巴中市平昌縣岳家鎮雙竹村。座西朝東，石質仿木結構，四柱三開間，四柱前後設束柱，三樓牌樓式牌坊，高8米，寬6.85米，厚2.5米，牌坊兩面雕刻有九十二個人物故事及花卉圖案，詩、詞、楹聯四十三首，頂端設龕，正面神主集雙溝陰刻“雙竹堂”，龕上部橫刻“法同縉紳”，背面神主龕雙溝陰刻“積慶寺”，龕上部橫刻“萬祀垂芳”，牌坊前左右兩側1.5米處各立有須彌座石獅一尊，通高1.9米，座長2米，寬0.7米。牌坊規模宏大，雕刻極其精美，工藝精湛，內容豐富，手法熟練，為研究清代石質牌坊建築提供了珍貴的實物資料。具有較高的歷史、雕刻藝術、科學價值。1989年，雙竹堂牌坊被平昌縣人民政府公佈為縣級文物保護單位。